# Chypre (île)
Pour les articles homonymes, voir Chypre.
Cet article a pour sujet l'île selon des considérations géographiques. Pour les différentes entités établies sur cette île, voir Chypre (pays), Chypre du Nord et Akrotiri et Dhekelia.
Chypre (en grec : Κύπρος / Kýpros, "cuivre" ; en turc : Kıbrıs) est une île située dans le bassin Levantin (la partie la plus orientale de la mer Méditerranée), souvent considérée comme européenne (politiquement et culturellement), mais géographiquement située au Proche-Orient, à 69 kilomètres au sud de l'Anatolie (partie asiatique de la Turquie moderne) et à 104 km à l'ouest de la Syrie. Cette position n'empêche pas à la République de Chypre d'être membre de l'Union européenne, ce qui concerne de jure toute l'île même si de facto ça ne concerne que sa partie sud, sous le contrôle gouvernemental, la partie nord étant sous le contrôle de la République turque de Chypre du Nord, reconnue uniquement par la Turquie. En 2010, l'île de Chypre est peuplée d’environ 1 150 000 habitants, majoritairement Chypriotes grecs (838 897 habitants pour la république de Chypre, soit 75 % de la population de l'île, contre environ 300 000 Chypriotes turcs pour Chypre du Nord, ainsi que 14 500 Britanniques installés dans les enclaves militaires d'Akrotiri et Dhekelia).

## Géographie

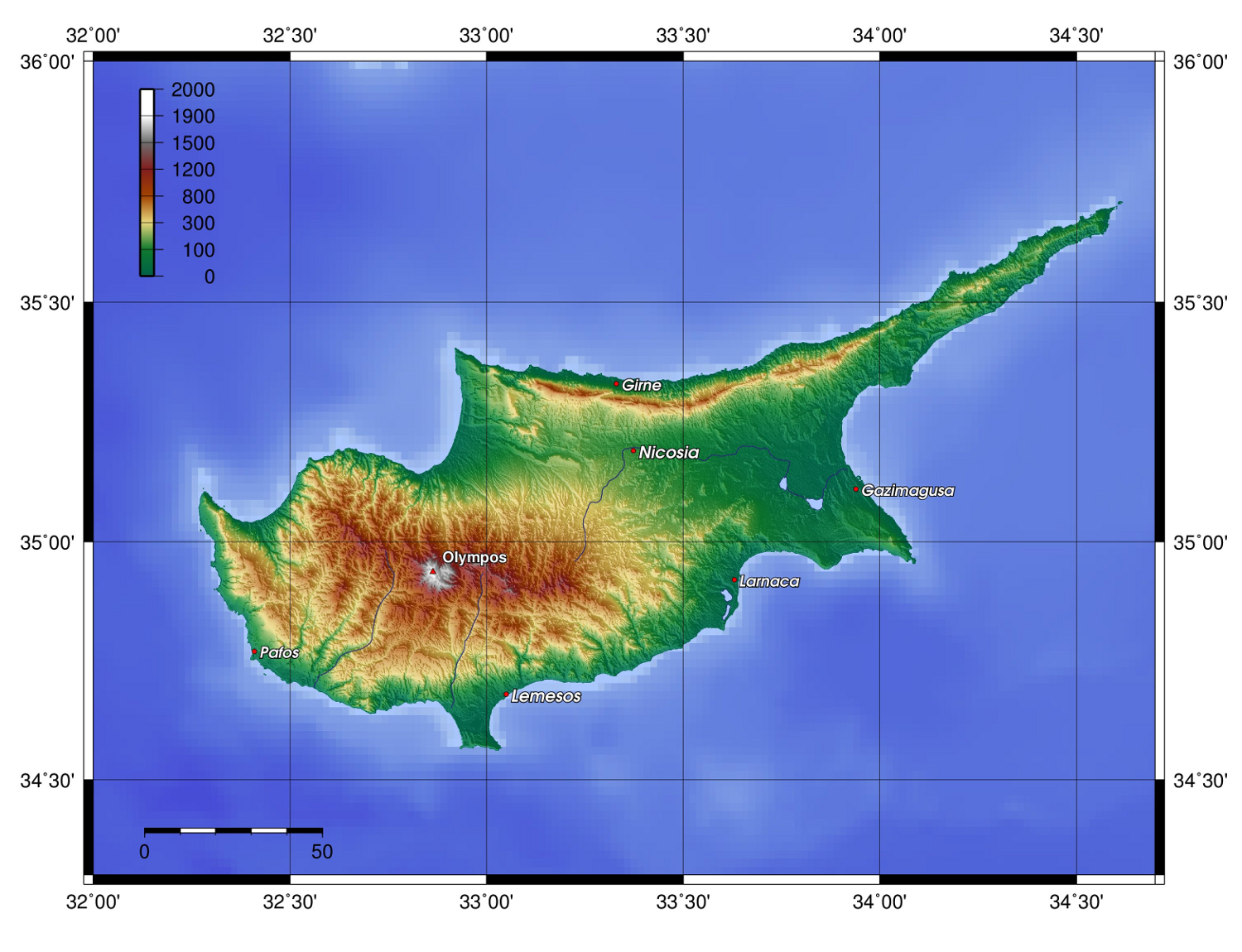
Carte topographique de Chypre.

La superficie de l'île de Chypre est de 9 251 km2, ce qui en fait la 3e plus grande île de Méditerranée, après la Sicile et la Sardaigne. Elle s'étend d'est en ouest sur 240 km, pour environ 100 km de large du nord au sud. Elle est située à 104 km à l'ouest de la Syrie, à 69 km au sud de la Turquie et à 380 km au nord de l'Égypte.
On retrouve une grande variété de paysages, avec les massifs montagneux du Troodos et de Kyrenia qui s’élèvent sous la force tectonique exercée par les plaques africaine et eurasienne ; la presqu'île de Karpassia/Kırpaşa est un rebord de faille. La chaîne Kyrenia est essentiellement calcaire, la chaîne de Troodos est composée d'une roche métamorphique verte riche en cuivre (ophiolite), et entre les deux la plaine de Mésorée est essentiellement sédimentaire et agricole (datant de l'Holocène).
Le nom de l'île est indissociable des gisements de cuivre exploités dans l'Antiquité : c’est en effet ici que furent exploitées les premières mines de cuivre natif, qui permirent aux civilisations minoenne, mycénienne et phénicienne de prospérer. Elles organisèrent le commerce du métal rouge en Méditerranée, si bien que les Romains l’appelèrent aes cyprium (littéralement « métal de Chypre »), issu du grec ancien Κύπρος désignant l'île elle-même.
Un climat sec local règne dans la région de Nicosie, dans un cadre très méditerranéen où la mer apporte quelque fraîcheur durant les longs mois d’été. Température moyenne en janvier : 11,9 °C ; température moyenne en juillet : 26,6 °C ; pluie en janvier, 55 mm ; pluie en juillet : 0 mm (Source : Météo-France).

## Histoire
Par son positionnement géographique, l'île est depuis des siècles un point de liaison entre l'Europe d'une part, l'Anatolie, les côtes du Moyen-Orient et de l'Égypte d'autre part.
Pour l'historien Georges Duby, 

« poste avancé, relais, lieu de rencontre, lieu d'échange, c'est à cette fonction que [Chypre] doit sa prospérité toujours reconquise, qu'il doit l'éclat de ses civilisations, constamment enrichies par d'autres cultures. Mais c'est aussi à cette fonction que Chypre doit ses misères, terre convoitée, sans cesse, envahie, pillée, partagée. »

Ainsi, au long de plus de 10 000 ans d'Histoire, Chypre a été envahie successivement par des peuples préhistoriques venus du Moyen-Orient, puis par les Minoens, Syriens, Égyptiens, Phéniciens, Perses, Grecs (à partir d'Alexandre le Grand), Romains, Byzantins, Arabes, Croisés (Royaume de Chypre), Génois, Vénitiens, Ottomans, et enfin par les Anglais de 1878 à 1960, date de l'indépendance du pays, cependant encore à moitié envahi par la Turquie à partir de 1974.
L'une des principales ressources stratégiques de l'île a longtemps été ses abondantes mines de cuivre, exploitées dès la préhistoire : ainsi, le nom de l'île et celui de ce métal (kypros en grec et cyprum en latin) sont intimement liés.

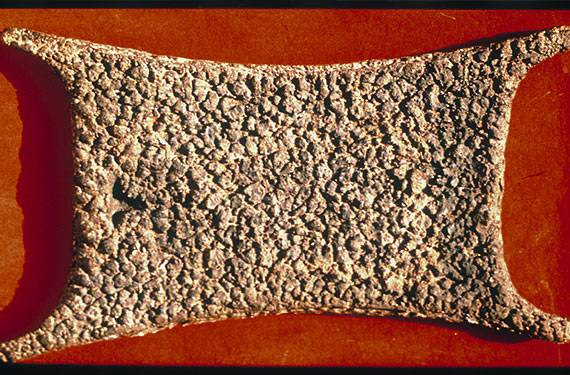
Lingot de cuivre chypriote de la haute antiquité.
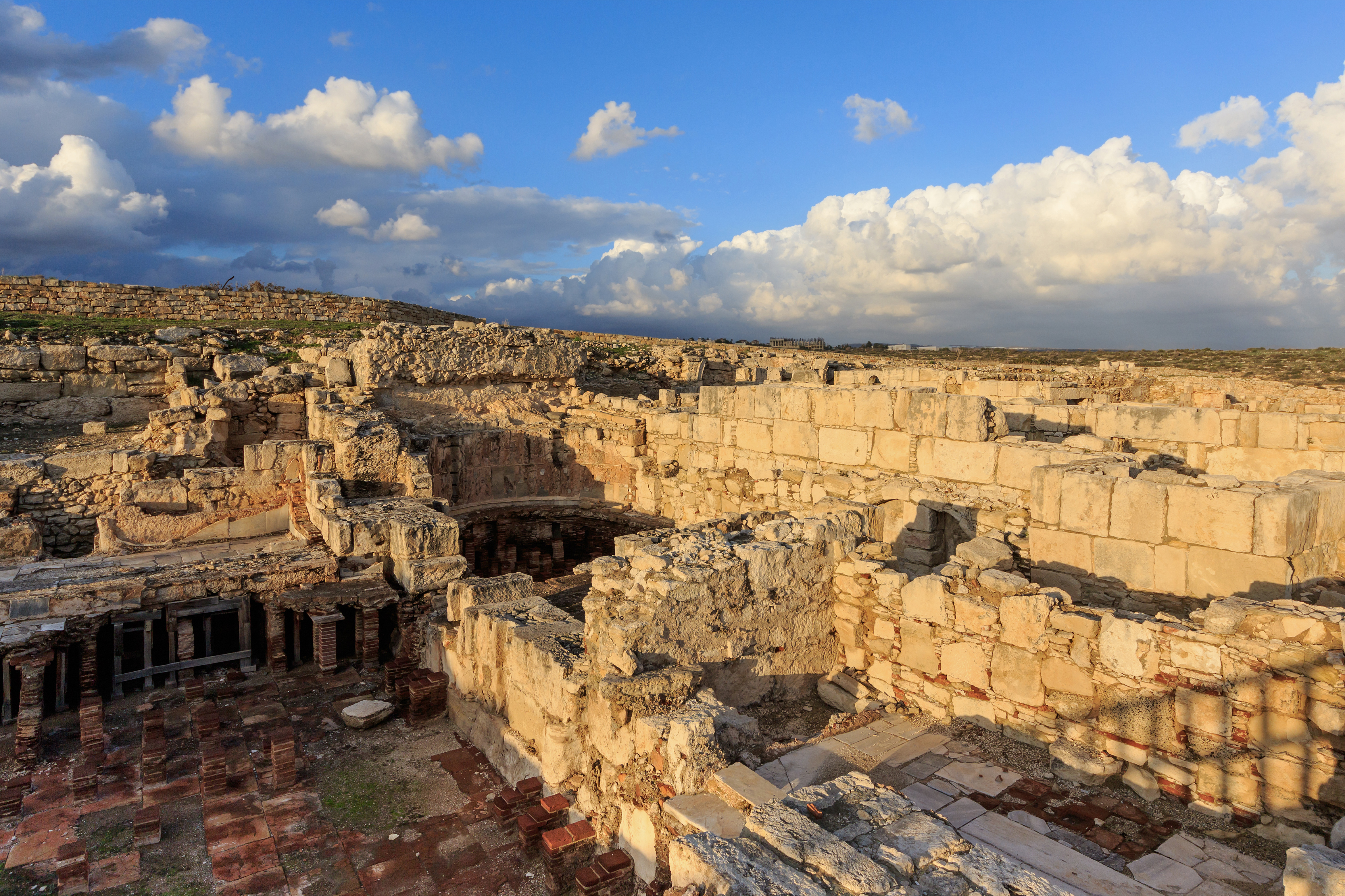
Ruines grecques de Kourion.
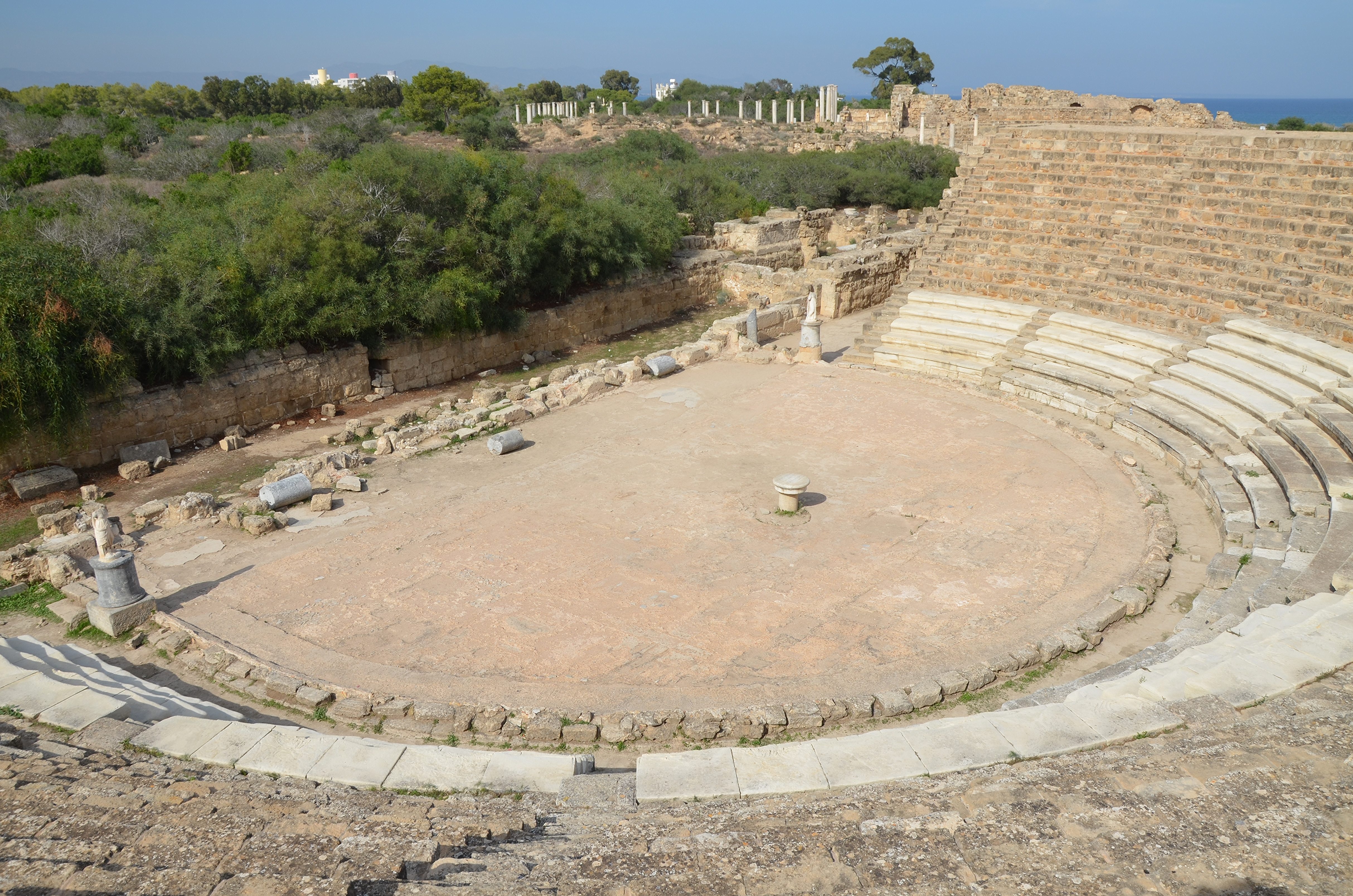
Ruines romaines à Salamine.
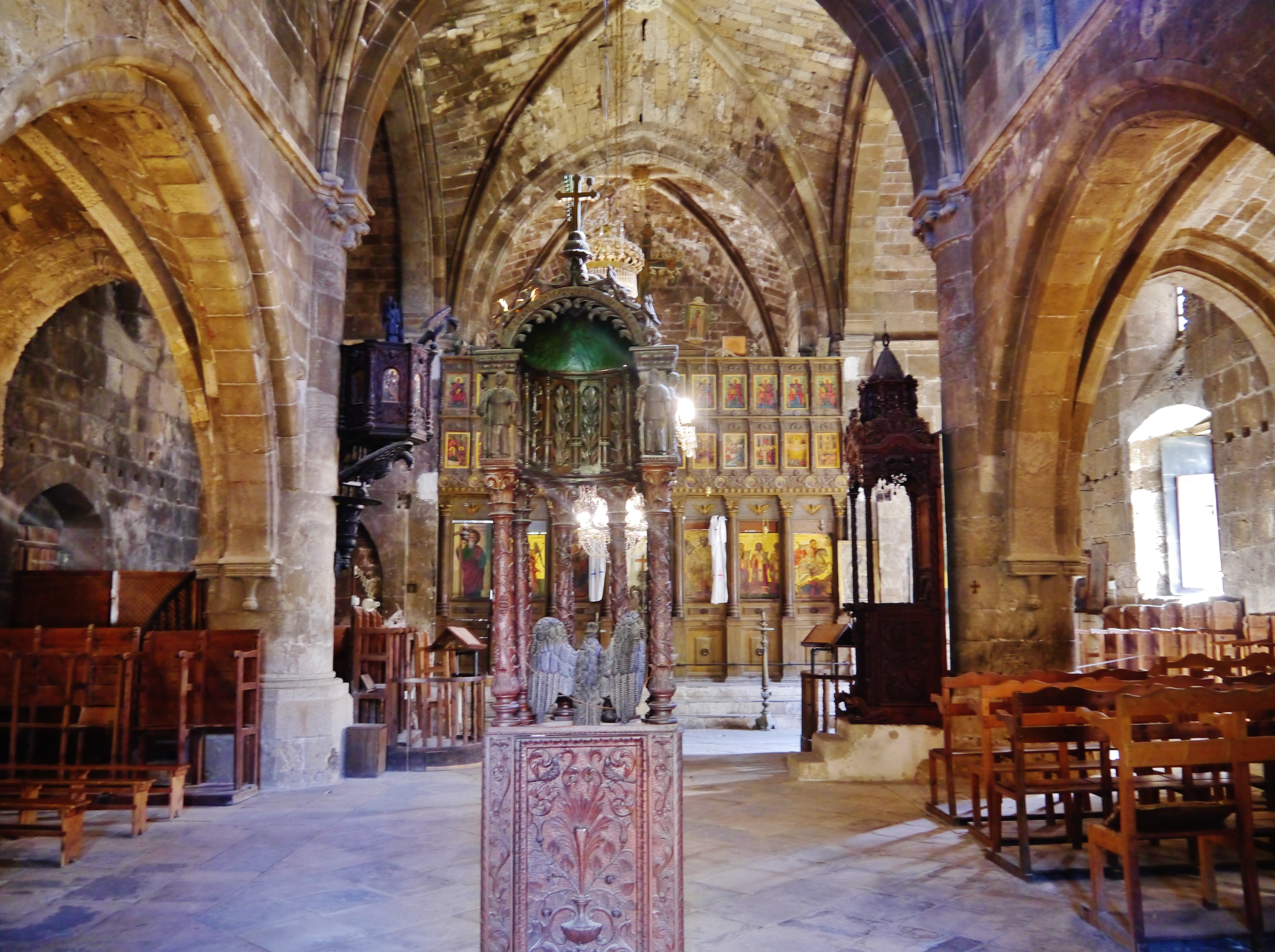
Chapelle du monastère franc de Bellapais.
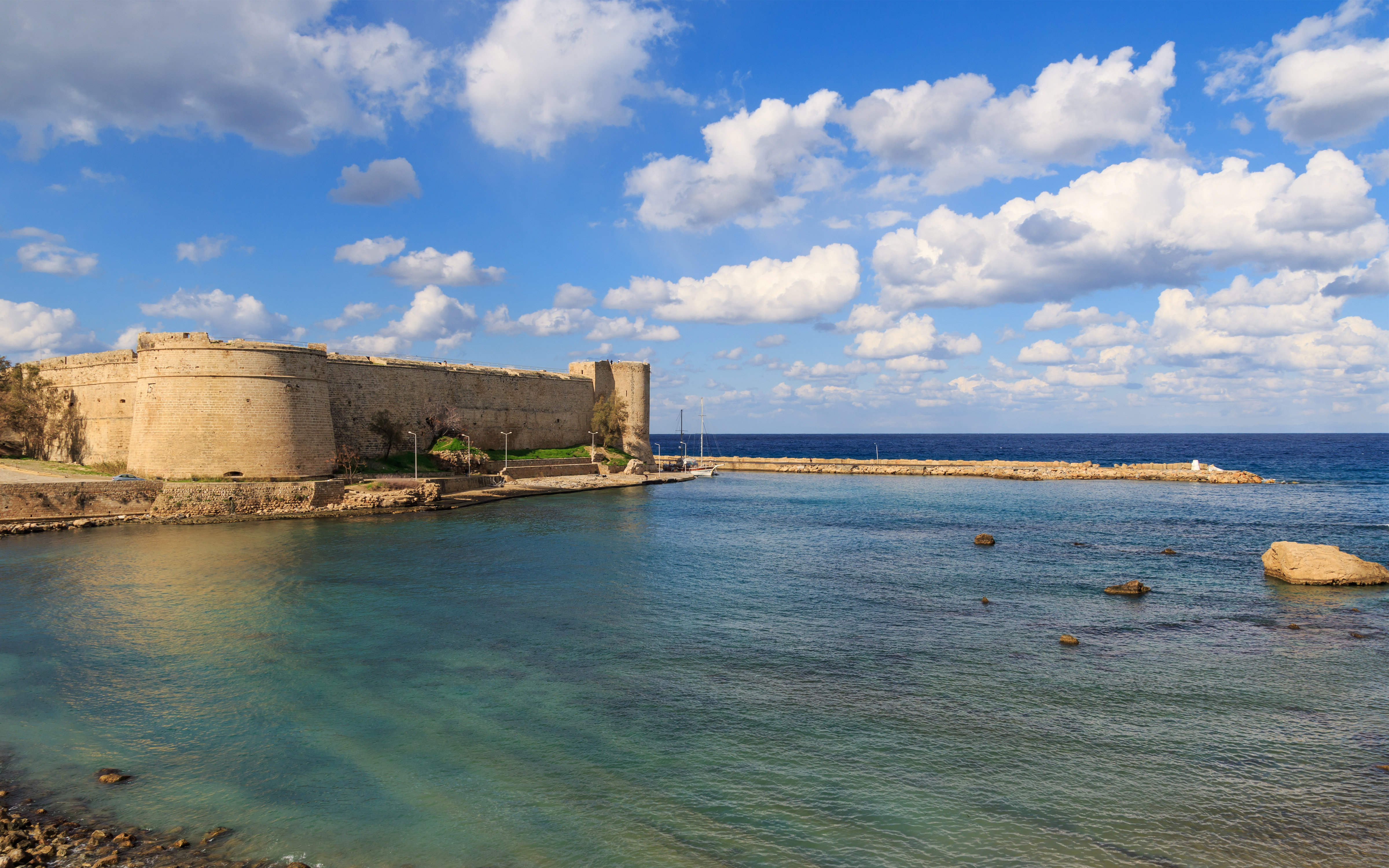
Fort vénitien à Kyrenia.
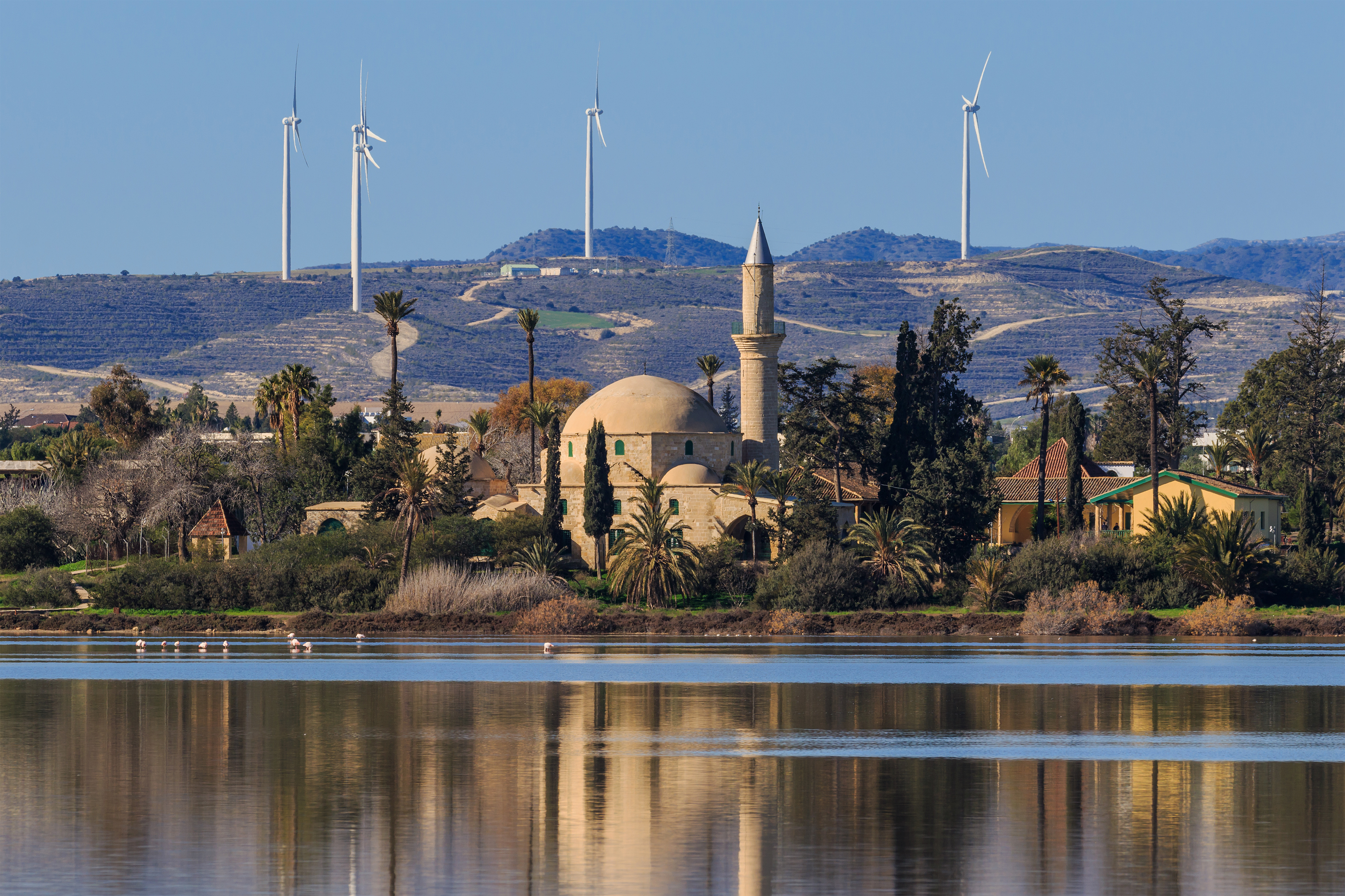
Mosquée ottomane à Larnaca.

## Division politique actuelle
Le territoire de l'île est ainsi divisé entre trois souverainetés de facto :
- celle de la république de Chypre, la seule internationalement reconnue. Elle dispose d'un siège à l'ONU et est membre de l'Union européenne (UE). Elle est réputée pour exercer sa souveraineté sur l'ensemble de l'île (moins la zone britannique) ; cependant, elle ne contrôle en pratique que la partie méridionale, soit environ 61 % du territoire auquel il faut aussi soustraire la superficie contrôlée par les casques bleus de l'ONU – la ligne verte dite « ligne Attila » – de l'ordre de 3,7 % du territoire ;
- celle de la partie nord (occupée par l'armée turque depuis 1974, y compris une partie de Nicosie) autoproclamée République turque de Chypre du Nord (RTCN) le 13 novembre 1983, qui n'est reconnue que par la Turquie. La ligne verte la sépare du reste du pays. Formant environ 36 % du territoire, elle est peuplée presque exclusivement par des Chypriotes d'origine turque (qui formaient 18 % de la population avant 1974[6]) et par des Turcs issus de la politique de colonisation organisée à partir de 1974 ; un village mixte avec minorité Chypriote grecque, subsiste dans la presqu'île de Karpassia ou Kırpaşa. L'Organisation de la conférence islamique accorde depuis 2004, à la RTCN le statut d'observateur, sous le nom d'« État turc de Chypre ». La Gambie et le Pakistan sont les rares pays présentant le souhait de considérer cette République autoproclamée comme un État à part entière ;
- celle du Royaume-Uni (3 % du territoire) dans les enclaves britanniques d'Akrotiri et Dhekelia au sud de l'île. Ce sont deux bases militaires britanniques conservées par l'ancienne puissance coloniale après l'indépendance de l'île. Là aussi, quelques villages mixtes ont subsisté.

Le plan de l'ONU, dit plan Kofi Annan, approuvé par l'Union européenne en 2004, visait à réunifier l'île avant son intégration dans l'UE : il est accepté par 65 % des Chypriotes turcs, car il permet une reconnaissance légale de l'autonomie du territoire au sein de l'État chypriote, tout en ouvrant la ligne verte, mais rejeté par 75 % de l’électorat chypriote grec parce qu'il limite à 33 % le nombre de réfugiés autorisés à rentrer chez eux et à récupérer leurs biens. Lorsque, le 1er mai 2004, la République chypriote est entrée dans l'Union européenne (alors que celle-ci se disait réticente à accepter une île divisée), la partie nord se trouva de facto exclue. Cette adhésion est due en grande partie aux pressions diplomatiques de la Grèce, qui menaçait de bloquer les neuf autres adhésions prévues en 2004 (Estonie, Hongrie, Lettonie, Lituanie, Malte, Pologne, République tchèque, Slovaquie et Slovénie) si Chypre était exclue en raison de la partition. Il est toutefois précisé dans le protocole no 10 du traité d'adhésion à l’Union européenne de 2003 que toute l'île de Chypre appartient de jure à l'UE, y compris la partie nord échappant de facto au contrôle de la république de Chypre où l'acquis communautaire est suspendu. Le statut de l'île est donc devenu un point de contentieux majeur des relations entre la Turquie et l'Union européenne. Néanmoins, sur le terrain, des progrès ont été réalisés, les deux entités ayant ouvert des points de passage dans la « ligne Attila » et permis aux habitants de chaque côté de se rendre dans l'autre[réf. souhaitée].

## Biodiversité

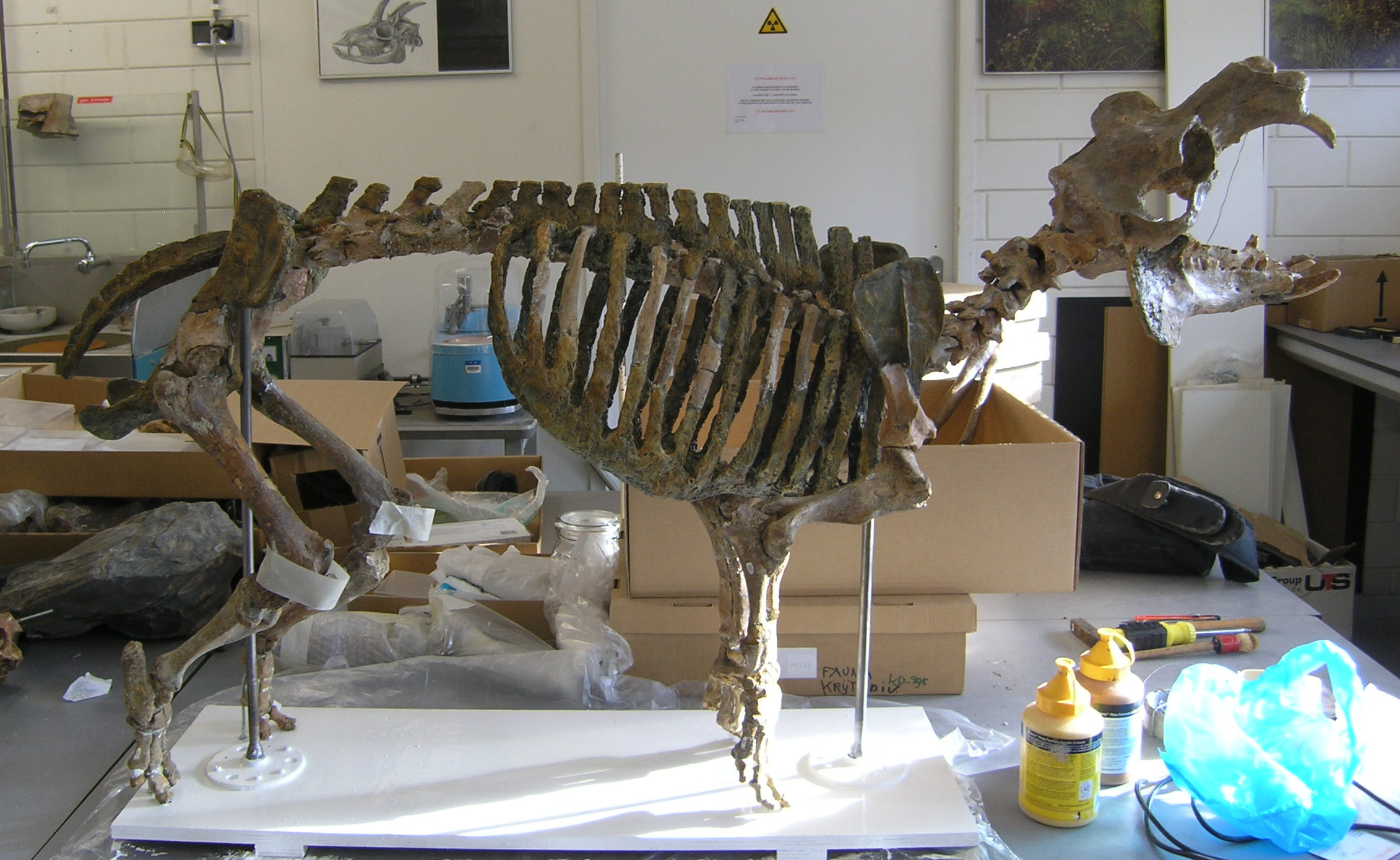
Squelette d'hippopotame nain de Chypre, une espèce endémique de l'holocène atteinte de nanisme insulaire.

Malgré la protection de ces espèces, la randonnée est « une activité phare à Chypre », connue comme une étape de la randonnée dans les îles de Méditerranée, via un réseau de chemins permettant de découvrir la flore et les paysages, mais aussi des sites archéologiques. Cette activité est coordonnée par des guides spécialisés. La péninsule d'Akamas, territoire sauvage de 230 kilomètres carrés qui porte le nom d'Akama, fils de Thésée, héros de la guerre de Troie et fondateur de la cité-royaume de Soli, est connue pour les randonnées « dans un maquis méditerranéen préservé ».

## Mythes

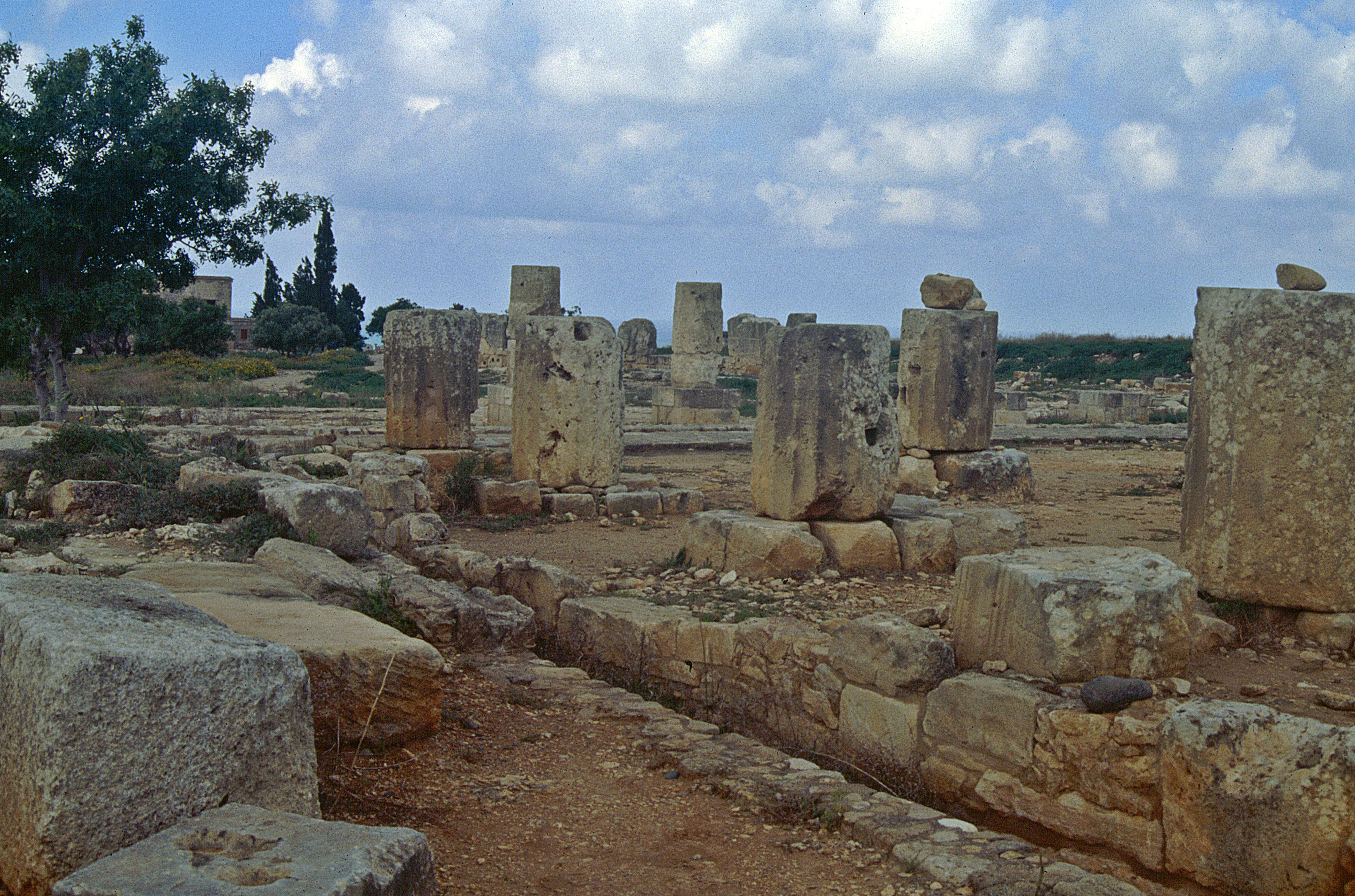
Ruines du sanctuaire d'Aphrodite à Paphos.

Dans la mythologie grecque, la déesse de l'amour, Aphrodite, appelée Vénus par les Romains, est née de l'écume de la mer. Elle aurait été amenée par le vent d'ouest, le Zéphyr sur les rivages de Chypre. Une tradition situe le lieu de naissance d'Aphrodite à l'endroit du littoral nommé Pétra tou Romioú  (« le rocher du Grec »), un ensemble de falaises et de rochers impressionnants, un peu à l'est de l'ancienne Paphos. On dit que ce rocher, planté dans la mer à quelques dizaines de mètres du rivage, à la pointe d'une crique, aurait été jeté là par un titan qui l'aurait arraché à la chaîne montagneuse du Pentadactyle, au nord de Nicosie. Le « Pentadactylos » (de penta, cinq et dactylos, doigt) désigne une montagne dont la forme bien particulière correspond, selon la légende, à l'empreinte laissée par la main qui arracha le haut de la montagne pour le jeter à la mer. De l'écume provoquée par la chute de ce rocher dans l'eau serait née la déesse de l'Amour, Aphrodite. La légende veut que si l’on s’y baigne à minuit un soir de pleine lune, on vivra un amour éternel.
Le poète grec semi-légendaire Stasinos serait originaire de Chypre. Il serait l'auteur des Chants cypriens, l'une des épopées du Cycle troyen relatant en détail le mythe grec de la guerre de Troie.

### Webographie
- Ressource relative à la géographie :   - Peakbagger.com
- Notices dans des dictionnaires ou encyclopédies généralistes :   - Dizionario di Storia
  - Enciclopedia italiana
  - Internetowa encyklopedia PWN
  - Treccani
- Notices d'autorité :   - VIAF